# Oleg Kazmirchuk
Oleg Kazmirchuk (10 dicembre 1968) è un ex calciatore kirghiso, di ruolo centrocampista.